# Еррера-де-лос-Наваррос
Еррера-де-лос-Наваррос (ісп. Herrera de los Navarros) — муніципалітет в Іспанії, у складі автономної спільноти Арагон, у провінції Сарагоса. Населення — 616 осіб (2010).
Муніципалітет розташований на відстані близько 240 км на північний схід від Мадрида, 50 км на південь від Сарагоси.
На території муніципалітету розташовані такі населені пункти: (дані про населення за 2010 рік)
- Еррера-де-лос-Наваррос: 616 осіб
- Вірхен-де-Еррера: 0 осіб

## Демографія
Динаміка населення (INE ):